# ماریو گومز (بازیکن فوتبال، زاده ۱۹۹۲)
ماریو گومز (انگلیسی: Mario Gómez؛ زادهٔ ۶ اکتبر ۱۹۹۲) بازیکن فوتبال اهل اسپانیا است.
از باشگاه‌هایی که در آن بازی کرده‌است می‌توان به باشگاه فوتبال رایو وایکانو اشاره کرد.